# TODAY/妄想中
『TODAY/妄想中』（トゥデイ/もうそうちゅう）は、日本のロックバンドシュノーケルのライブ会場限定シングル。
当記事では熊本地震のチャリティー・シングルとして発売された「灯台」についても記載する。

## 解説
2016年5月27日に福岡県に所在するライブハウス「DRUM SON」で開催された『シュノーケルレコ発ツアー ワンマンライブ「EYEと青春の旅立ち」』で販売が開始された。レコーディングにはギターで岡愛子（BimBamBoom）、キーボードでつるうちはながサポートメンバーと参加している。ジャケットのイラストは香葉村多望が担当。
ライブ会場限定シングルという扱いからか、シュノーケルのシングル作品としてカウントされておらず、公式サイトのディスコグラフィにも記載されていない。
本作収録曲は全曲4thアルバム『popcorn labyrinth』に収録されているが、「KABA RAP」のみHMV購入特典のCD-Rのみに収録となっていて、本作収録のものと少々異なる音源で収録されている。

## 収録曲
| 全編曲: シュノーケル、つるうちはな、岡愛子。 |              |            |       |
| #                                            | タイトル     | 作詞・作曲 | 時間  |
| 1.                                           | 「TODAY」    | 西村晋弥   | 4:34  |
| 2.                                           | 「妄想中」   | 西村晋弥   | 5:00  |
| 3.                                           | 「KABA RAP」 |            | 2:37  |
| 合計時間:                                    | 合計時間:    | 合計時間:  | 12:11 |

## 曲の解説
1. TODAY
生死を題材とした楽曲[2]。
レッド・ツェッペリンやビートルズ、スマッシング・パンプキンズ、クイーンなどのオマージュが含まれており、一部フレーズがレッド・ツェッペリンの「Stairway To Heaven」と酷似している[2][注釈 1]。
2016年5月16日に放送された『Moving Monthly Style』（FM FUKUOKA）にて解禁された楽曲。[3]
この曲のアウトロのメロディラインが「すべてを映す鏡」や「ムーンダスト」（こちらはアレンジされている）に流用されている[4]。
2. 妄想中
「EYEと青春の旅立ち」ツアーの初日に制作され、当日のアコースティックライブのアンコールで披露された楽曲。「宇宙を研究する科学者の恋模様」が裏テーマとなっている[4]。
3. KABA RAP
香葉村歌唱による楽曲。公式でのアナウンス[5]はあるもののパッケージに記載はなく、隠しトラック的な扱いになっている。

## 参加ミュージシャン
- 西村晋弥 - ボーカル、ギター、ラップ（KABA RAP）
- 香葉村多望 - ベース、ラップ（KABA RAP）
- 山田雅人 - ドラムス、ラップ（KABA RAP）
- 岡愛子（BimBamBoom） - ギター、コーラス
- つるうちはな - キーボード、ラップ（KABA RAP）
- 古屋俊介 - レコーディング・エンジニア、ラップ（KABA RAP）

## 収録アルバム
TODAY
- popcorn labyrinth

妄想中
- popcorn labyrinth

KABA RAP
- popcorn labyrinth（後半部分が異なるアレンジでHMV購入特典CD-Rにのみ収録）

## チャリティー・シングル『灯台』
2016年4月25日に東京都杉並区高円寺に所在するライブハウス「CLUB LINER」にて開催されたチャリティー・イベント『PRAY FOR KYUSHU』より発売されたシングル。
本作は熊本地震のチャリティー・シングルであり、「TODAY」の演奏を元に新たに歌詞とメロディを書き直した楽曲。アウトロには約30名による合唱が挿入されており、鶴やストレンジドラマの宇塚博之も参加している。
本作の売上とイベントにおける収益は日本赤十字社を通じて寄付される。

### 収録曲（灯台）
| #         | タイトル  | 作詞・作曲 | 時間 |
| --------- | --------- | ---------- | ---- |
| 1.        | 「灯台」  | 西村晋弥   | 4:34 |
| 合計時間: | 合計時間: | 合計時間:  | 4:34 |